# Alexandra Petrovna Oldenburská
Alexandra Petrovna Oldenburská (2. června 1838 – 25. dubna 1900) byla pravnučkou ruského cara Pavla I. a manželkou Nikolaje Nikolajeviče Ruského.
Alexandra se narodila jako nejstarší dcera Petra Oldenburského a jeho manželky Terezy Nasavsko-Weilburské. Vyrůstala v Rusku v těsné blízkosti Romanovců, její otec byl synovcem cara Mikuláše I. Alexandřini rodiče byli umělecky nadaní vášniví filantropové. Poskytli dceři dobré vzdělání a inspirovali ji k životu služby lidem v nouzi.
V roce 1856 se Alexandra provdala za Nikolaje Nikolajeviče Ruského, třetího syna cra Mikuláše I. a svého vzdáleného bratrance. Luteránka Alexandra konvertovala k ortodoxnímu náboženství a přijala jméno velkokněžna Alexandra Petrovna Ruská. Pár měl dvě děti: Nikolaje Nikolajeviče Romanova a Petra Nikolajeviče Ruského. Manželství smluvené carskou rodinou, ve snaze kontrolovat výstřelky velkoknížete, bylo nešťastné. Byli nevhodný pár. Ona byla prostá, vážná a měla ráda jednoduchost. Hluboce věřící a velmi do charitativní činnosti zapojená Alexandra založila v roce 1865 v Petrohradu výcvikový ústav pro zdravotní sestry. Ve stejném roce si její manžel začal poměr s baletkou, se kterou si vytvořil druhou rodinu.
Po úplném rozpadu manželství žila Alexandra odděleně od manžela, který ji v roce 1879 vyhnal z jejich domácnosti. Po nehodě kočárem téměř úplně ochrnula a v listopadu 1880 odešla na radu svého švagra cara Alexandra II. do zahraničí, s cílem utužit si zdraví. Následující rok požádala svého synovce, cara Alexandra III., zda by se mohla vrátit do Ruska a usadit v Kyjevě. Její pohyblivost se vrátila a v roce 1889 Alexandra založila Pokrov Panny Marie, klášter ošetřovatelských jeptišek s vlastní nemocnicí k bezplatné léčbě pro chudé. Zbytek svého života zasvětila práci v nemocnici. V roce 1889 se stala pod jménem Anastázie ortodoxní jeptiškou. Zemřela v klášteře v roce 1900.

## Dětství
Alexandra Petrovna se narodila jako nejstarší z osmi dětí Petra Oldenburského a jeho manželky Terezy Nasavsko-Weilburské v paláci Embarkment v Petrohradu 2. června 1838 jako vévodkyně Alexandra Frederika Vilemína Oldenburská. Nevlastní sestrou její matky byla manželka švédského krále Oskara II., Žofie Nasavská. Alexandra byla z německé rodiny, ale vyrůstala v Rusku, kde byla její rodina úzce spjata s vládnoucím rodem Romanovců.

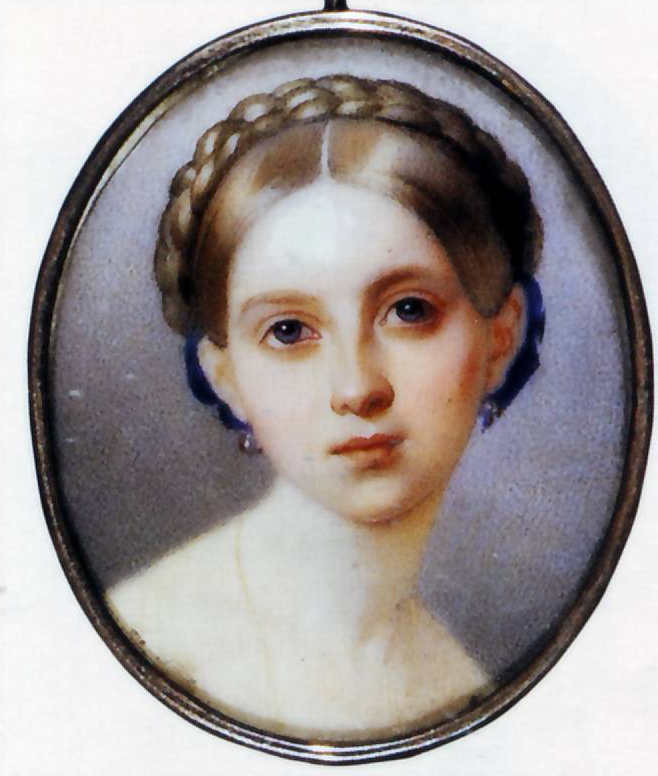
Velkokněžna Alexandra Petrovna, 1853

Petr Georgijevič Oldenburský, Alexandřin otec, byl jediným přeživším synem Kateřiny Pavlovny, čtvrté dcery Pavla I. Ruského. Petr Oldenburský byl v Carské ruské armádě, ale byl také učencem, hudebním skladatelem a filantropem. Alexandřina matka, Tereza Nasavsko-Weilburská, se zajímala o malbu a stejně jako její manžel byla hluboce zapojena do charitativní činnosti, a to natolik, že byla považována za výstřední. Alexandřini rodiče měli šťastné manželství a upřednostňovali klidný rodinný život spíše než život u dvora. Byli oddanými rodiči osmi dětí, kterým poskytli pečlivé vzdělání.
Rodina trávila zimní měsíce v Peterhofu a na léto se přesouvala na Kamenoi-Ostroff. Tam měla Alexandra se sourozenci dětský statek, kde pod dohledem ruské vychovatelky pěstovali zeleninu a chovali hospodářská zvířata.
Alexandra a její sourozenci vyrůstali obklopeni uměním a hudbou. Alexandra se naučila rusky, německy, anglicky a francouzsky. Kromě obvyklých školních předmětů se děti musely učit hudbě, malování, tanci, jízdě na koni a palácové etiketě. Alexandra vynikala v umění a zajímala se o literaturu, ruskou historii a genealogii. Alexandřino vzdělání v ní probudilo zájem o lékařství a řešení sociálních problém chudých.
V roce 1848 ji a jejího bratra Mikuláše rodiče vzali na návštěvu příbuzných v Německu. Pobývali u rodiny Alexandřiny matky ve Wiesbadenu a s otcovými příbuznými v Oldenburgu.

## Manželství

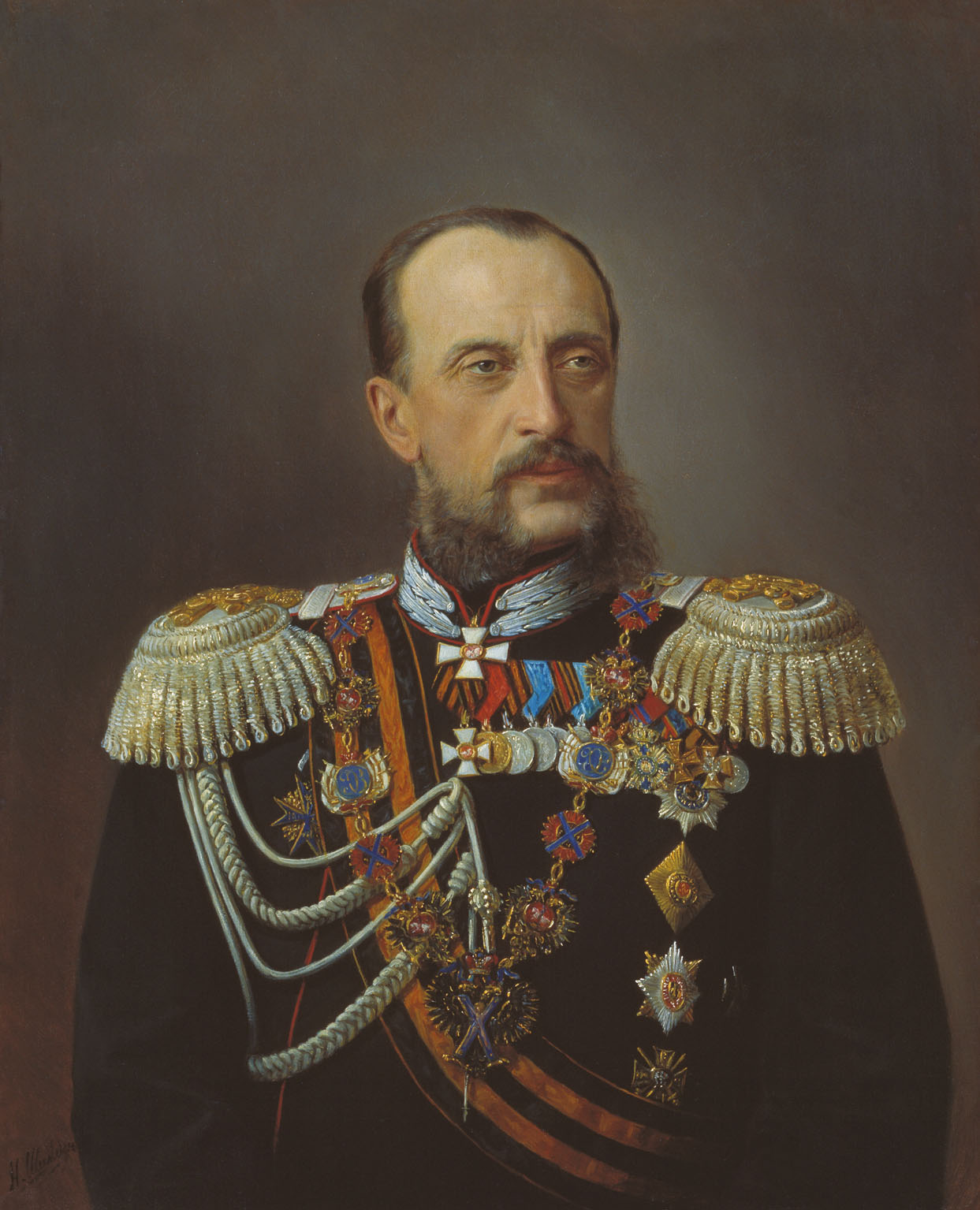
Alexandřin manžel Nikolaj Nikolajevič, 70. léta 19. století

Během rodinné večeře v paláci Anichkov požádal Nikolaj Nikolajevič Ruský, třetí syn cara Mikuláše I. a Alexandřin vzdálený bratranec, o její ruku. Zasnoubení bylo zveřejněno ještě toho dne, 25. října 1855.
Nikolaj byl o sedm let starší než Alexandra, sloužil jako vojenský důstojník a měl četné milostné aféry. Ruská carská rodina, ve snaze kontrolovat jeho výstřelky, vehnala Nikolaje do sňatku s Alexandrou, protože doufala, že na něj bude mít dobrý vliv. Alexandra, rodilá luteránka, 7. ledna 1856 konvertovala na ortodoxní víru a byla titulována jako: Její Výsost Alexandra Petrovna, velkokněžna ruská. Svatba se konala 6. února 1856 v paláci Peterhof a následovala hostina v Mikulášově sále Zimního paláce.
Alexandra byla Annou Tyutchevovou (1829-1889), dvorní dámou carevny Marie Alexandrovny popsána jako: "sladké a poslušné stvoření...I když není krásná, zaujme svěžestí svých sedmnácti let, a také upřímností a laskavostí, která jí září ve tváři". Tyutchevová později o Alexandře poznamenala: "její pleť je v podstatě jediná věc, která je na ní dobrá. Její rysy obličeje jsou poměrně prosté a zcela nepravidelné".
Vlastní residence mladého páru, Mikulášův palác, byl ještě ve výstavbě, a tak Alexandra s Nikolajem trávili prvních pět let manželství v Zimním paláci. Tam, ve svých pokojích v přízemí, porodila Alexandra 18. listopadu 1856, devět měsíc o svatbě, své první dítě, syna Nikolaje Nikolajeviče Romanova.

## Charitativní činnost

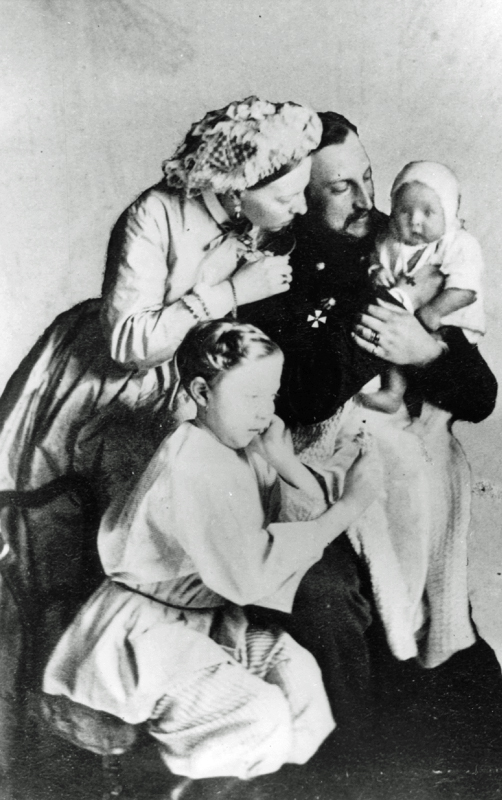
Alexandra Petrovna s manželem Nikolajem a jejich syny, 1864

Alexandra svého manžela i syna hluboce milovala, ale cítila, že je její povinností pomáhat lidem v nouzi. Začala se bezvýhradně věnovat charitativní činnosti, posílala příspěvky do škol, nemocnic i jiných institucí. Prostá a jednoduchá Alexandra měla ráda jednoduchost a raději se oblékala skromně, vyhýbala se veřejnému životu. Svůj čas věnovala náboženství a medicíně. Alexandra svým příjemným vystupováním získala mnoho sympatií. Měla se velmi ráda se svými švagrovými, Marií Alexandrovnou a Alexandrou Josifovnou. Nicméně, u ruského dvora bylo zapojení Alexandry Petrovny do dobročinnosti považováno za nepřiměřené a pokládali ji za svatého blázna.
V prosinci 1861 se pár přestěhoval do nově vybudovaného Mikulášova paláce na Náměstí Zvěstování. Tam Alexandra použila svůj Bílou halu na inscenování charitativních bazarů a výstav výtvarného umění k získání peněz pro sirotky.
Postrádající krásu a společenské půvaby, se Alexandra rozhodla vyhnout funkci u dvora a namísto toho trávila svůj čas charitativní činností a zemědělskou prací na jejich letním rodinném sídle v paláci Znamenka, v blízkosti Peterhofu, který dostali jako svatební dar. V letních měsících Nikolaj s Alexandrou ve Znamence přijímali hosty. Velkokněžna Alexandra byla také umělecky nadaná. Stěny paláce Znamenka zdobily její malby.
10. ledna 1864 porodila Alexandra své druhé a poslední dítě, syna Petra Nikolajeviče Ruského. Následující rok se stala předsedkyní správní rady úřadu carevny Marie Alexandrovny, který dohlížel na dětské domovy, školy a nemocnice. Oblast medicíny a ošetřovatelství Alexandru zvláštně přitahovala, a to tak, že někdy ošetřovala pacienty sama. V roce 1865 založila Alexandra školící institut pro zdravotní sestry, Pokrov Panny Marie. Přes rozdíly v charakteru i názorech žila Alexandra v prvních deseti letech manželství s Nikolajem v harmonii. Zpočátku velkokníže Nikolaj respektoval a obdivoval manželčiny zájmy o charitu a medicínu, stejně jako její mimořádnou zbožnost. Financoval nemocnice ve městech, kde by se mohla rozvinout její teorie a zavedení praxe, aby byli chudí pacienti ošetřeni bez poplatku.

## Konec manželského života

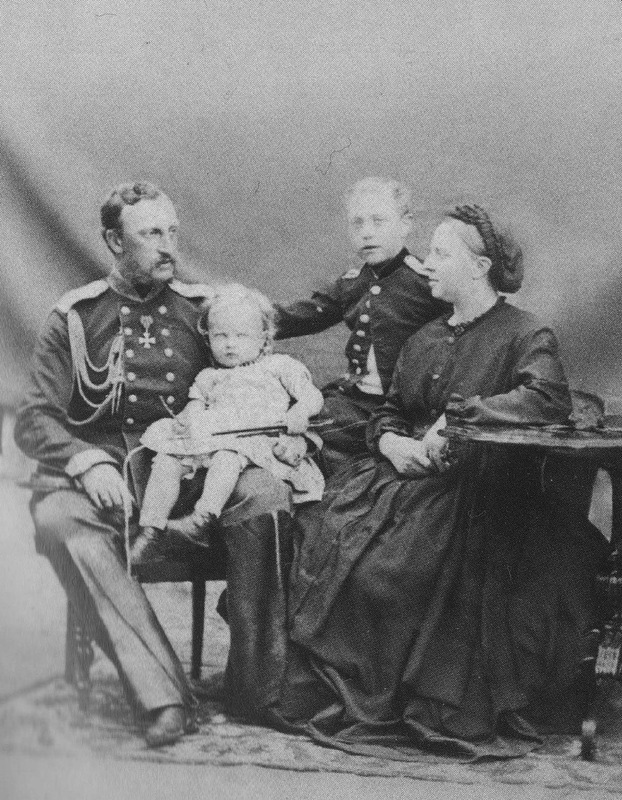
Alexandra s manželem a dětmi, 1865

Jak čas plynul, velkoknížete Nikolaje unavilo manželčino rostoucí náboženské zaujetí a začal si stěžovat na nedostatek jejího půvabu a nechuť pro společnost. V roce 1865 si velkokníže začal trvalý vztah s tanečnicí z divadla Krasnoye Selo, Kateřinou Čislovou. Nikolaj se nesnažil poměr skrýt. V roce 1868 mu Kateřina Čislová porodila první z jejich pěti nemanželských dětí. Podle některých zdrojů Alexandra Petrovna manželovi nevěru oplatila, našla si milence a v roce 1868 porodila nemanželského syna. Nicméně, tato informace není podložena. Příběh o nemanželském dítěti se zdá nepravděpodobný.
Alexandra byla manželovou nevěrou hluboce rozrušena. Byla rozpolcena mezi svými povinnostmi, rozbitím jejího manželství a smrtí své sestry Kateřiny Pavlovny v roce 1866. Od roku 1870 nezbylo z jejího manželství nic kromě hořkosti. Alexandra našla útěchu u svých dvou synů a v charitativní činnosti, zatímco její manžel dělil svůj čas mezi své děti, které měl s Alexandrou a svou druhou rodinu. Palác páru v Petrohradu byl tak velký, že se nemuseli vídat. Nikolaj a Alexandra vedli oddělen životy a objevovali se spolu jen při oficiálních příležitostech.

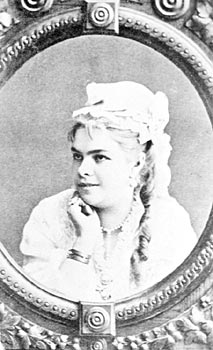
Milenka Nikolaje Nikolajeviče, cca 1868

Když velkokníže Nikolaj zařídil přiřazení své milenky a nemanželských dětí mezi šlechtu, apelovala Alexandra na cara Alexandra II., ab zasáhl, ale zjistila, že její švagr je méně než chápavý. "Vidíte", řekl jí otevřeně, "váš manžel e v nejlepších letech života a potřebuje ženu, kterou může milovat. A dívat se na vásǃ Vidět jak se oblékáteǃTo nemůže žádného muže přitahovat". Po tomto setkání však Alexandr poradil bratrovi, aby byl diskrétnější a v roce 1875 vypověděl Kateřinu Čislovou do Cēsis, blízko Rigy. Nikolajovi se však podařil uskutečnit návrat Čislové a umístil ji i s jejich dětmi na Krym. Během Rusko-turecké války v letech 1877-1878 velel velkokníže Nikolaj ruské armádě Danube, zatímco Alexandra organizovala na vlastní náklady zdravotní jednotku. Po válce trávil Nikolaj většinu času s milenkou na Krymu, zatímco Alexandra žila v jejich petrohradském paláci.
V roce 1879 se Nikolaj rozhodl své manželky zbavit, vykázal ji z Mikulášova paláce a veřejně ji obvinil z nevěry s jejím zpovědníkem Vasilem Lebedevem. Alexandra musela oblečení a majetek přesunout do domu svých rodičů. Ten samý rok utrpěla Alexandra nehodu v kočáře a téměř úplně ochrnula. Nemohla pohnout nohama ani pravou rukou. Alexandra požádala svého švagra, cara Alexandra II., o pomoc. Zděšen skandálem, nebyl Alexandr II. k Alexandře soucitný a tak musela velkokněžna opustit Rusko a hledat lékařskou péči v zahraničí. Sám Alexandr II. platil výdaje za cestu.

## Sestra Anastázie
V listopadu 1880 odjela velkokněžna se svými syny na palubě námořního parníku Eriklik do Itálie. Doufala že najde úlevu pro své onemocnění v mírném neapolském podnebí. Její kmotřenec Sergej Alexandrovič a jeho bratr Pavel Alexandrovič, kteří byli zrovna v Itálii, ji na dva dny navštívili. V lednu 1881 nečekaně přijel její odcizený manžel Nikolaj a odvezl si oba syny s sebou. Podle Alexandry: on "mě donutil zažít věci, které bych nepřála ani svému nejhoršímu nepříteli". V roce 1881 Alexandra opustila Neapol a odplula do severního Řecka. Po atentátu na Alexandra II. v březnu 1881, žádala Alexandra o pomoc svého synovce cara Alexandra III., který k ní byl na rozdíl od svého otce soucitný. Alexandr III. neměl svého strýce Nikolaje rád a zbavil ho všech jeho funkcí. Také Alexandře umožnil návrat d Ruska.
Alexandra začala nový život v Kyjevě. Zpočátku se usadila v paláci Mariyinsky, v carské residenci v Kyjevě, doufajíc, že by ho mohla obnovit. Upoutána na invalidním vozíku se Alexandra rozhodla v Kyjevě zůstat. To bylo výhodné pro jejího manžela, kteří se s ní chtěl rozvést, aby se mohl oženit se svou milenkou. Alexandra vehementně rozvod odmítala a Nikolaj doufal, že by mohl ovdovět, aby se mohl znovu oženit, jako to bylo v případě jeho bratra Alexandra II., který se po manželčině smrti oženil se svou milenkou Kateřinou Dolgorukovou. Alexandra navzdory svému špatnému zdravotnímu stavu nakonec přežila svého manžela i jeho milenku.
V Kyjevě se po léta Alexandřino zdraví nezlepšilo. V roce 1888 si koupila pozemek poblíž vrchu Voznessenskaya. Tam investovala své peníze, založila Pokrov Panny Marie, klášter ošetřovatelských jeptišek s vlastní nemocnicí, ústavem a ošetřovnou k poskytnutí bezplatné lékařské pomoci chudým. V létě 1889 se jí opět rozpohybovaly nohy.
Alexandra se při svěcení 3. listopadu 1889 stala v Kyjevě sestrou Anastázií. Po zbytek života pracovala v nemocnici.

## Poslední léta
V roce 1889 zemřela Kateřina Čislova. Nikolaj ji následoval v roce 1891. Když na Krymu zemřel, Alexandra Petrovna se pohřbu neúčastnila. Také odmítla vzdát hold mrtvému manželovi, když byl vystaven jeho katafalk.
Alexandřino vlastní zdraví bylo špatné. Žila v blízkosti svých synů, kteří stáli v době rozchodu na její straně. Byla právě na Krymu, když její snacha Milica porodila dcery, dvojčata, z nichž jedna zemřela brzy po porodu.
Postižena rakovinou žaludku, zemřela Alexandra Petrovna 25. dubna 1900 v Kyjevě.

## Tituly a oslovení
- 2. června 1838 – 7. ledna 1856: Její Carská Výsost vévodkyně Alexandra Petrovna Oldenburská
- 7. ledna 1856 – 25. dubna 1900: Její Carská Výsost velkokněžna Alexandra Petrovna Ruská, vévodkyně oldenburská
  - 3. listopadu 1889 – 25. dubna 1900: Sestra Anastázie

## Vývod z předků
|                                |                                         |  |                                    |                                               |  |  |  |  |  |  |  | Jiří Šlesvicko-Holštýnsko-Gottorpský |
|                                |                                         |  |                                    |                                               |  |  |  |  |  |  |  |                                      |
|                                | Petr I. Oldenburský                     |  |                                    |                                               |  |  |  |  |  |  |  |                                      |
|                                |                                         |  |                                    |                                               |  |  |  |  |  |  |  |                                      |
|                                |                                         |  |                                    | Sofie Šlesvicko-Holštýnsko-Sonderbursko-Becká |  |  |  |  |  |  |  |                                      |
|                                |                                         |  |                                    |                                               |  |  |  |  |  |  |  |                                      |
|                                | Jiří Oldenburský                        |  |                                    |                                               |  |  |  |  |  |  |  |                                      |
|                                |                                         |  |                                    |                                               |  |  |  |  |  |  |  |                                      |
|                                |                                         |  |                                    | Fridrich II. Evžen Württemberský              |  |  |  |  |  |  |  |                                      |
|                                |                                         |  |                                    |                                               |  |  |  |  |  |  |  |                                      |
|                                | Bedřiška Alžběta Württemberská          |  |                                    |                                               |  |  |  |  |  |  |  |                                      |
|                                |                                         |  |                                    |                                               |  |  |  |  |  |  |  |                                      |
|                                |                                         |  |                                    | Bedřiška Braniborsko-Schwedtská               |  |  |  |  |  |  |  |                                      |
|                                |                                         |  |                                    |                                               |  |  |  |  |  |  |  |                                      |
|                                | Petr Georgijevič Oldenburský            |  |                                    |                                               |  |  |  |  |  |  |  |                                      |
|                                |                                         |  |                                    |                                               |  |  |  |  |  |  |  |                                      |
|                                |                                         |  |                                    | Petr III. Ruský                               |  |  |  |  |  |  |  |                                      |
|                                |                                         |  |                                    |                                               |  |  |  |  |  |  |  |                                      |
|                                | Pavel I. Ruský                          |  |                                    |                                               |  |  |  |  |  |  |  |                                      |
|                                |                                         |  |                                    |                                               |  |  |  |  |  |  |  |                                      |
|                                |                                         |  |                                    | Kateřina II. Veliká                           |  |  |  |  |  |  |  |                                      |
|                                |                                         |  |                                    |                                               |  |  |  |  |  |  |  |                                      |
|                                | Kateřina Pavlovna                       |  |                                    |                                               |  |  |  |  |  |  |  |                                      |
|                                |                                         |  |                                    |                                               |  |  |  |  |  |  |  |                                      |
|                                |                                         |  |                                    | Fridrich II. Evžen Württemberský              |  |  |  |  |  |  |  |                                      |
|                                |                                         |  |                                    |                                               |  |  |  |  |  |  |  |                                      |
|                                | Žofie Dorota Württemberská              |  |                                    |                                               |  |  |  |  |  |  |  |                                      |
|                                |                                         |  |                                    |                                               |  |  |  |  |  |  |  |                                      |
|                                |                                         |  |                                    | Bedřiška Braniborsko-Schwedtská               |  |  |  |  |  |  |  |                                      |
|                                |                                         |  |                                    |                                               |  |  |  |  |  |  |  |                                      |
| Alexandra Petrovna Oldenburská |                                         |  |                                    |                                               |  |  |  |  |  |  |  |                                      |
|                                |                                         |  |                                    |                                               |  |  |  |  |  |  |  |                                      |
|                                |                                         |  | Karel Kristián Nasavsko-Weilburský |                                               |  |  |  |  |  |  |  |                                      |
|                                |                                         |  |                                    |                                               |  |  |  |  |  |  |  |                                      |
|                                | Fridrich Vilém Nasavsko-Weilburský      |  |                                    |                                               |  |  |  |  |  |  |  |                                      |
|                                |                                         |  |                                    |                                               |  |  |  |  |  |  |  |                                      |
|                                |                                         |  |                                    | Karolína Oranžsko-Nassavská                   |  |  |  |  |  |  |  |                                      |
|                                |                                         |  |                                    |                                               |  |  |  |  |  |  |  |                                      |
|                                | Vilém Nasavský                          |  |                                    |                                               |  |  |  |  |  |  |  |                                      |
|                                |                                         |  |                                    |                                               |  |  |  |  |  |  |  |                                      |
|                                |                                         |  |                                    | Vilém Jiří z Kirchbergu                       |  |  |  |  |  |  |  |                                      |
|                                |                                         |  |                                    |                                               |  |  |  |  |  |  |  |                                      |
|                                | Luisa Isabela z Kirchbergu              |  |                                    |                                               |  |  |  |  |  |  |  |                                      |
|                                |                                         |  |                                    |                                               |  |  |  |  |  |  |  |                                      |
|                                |                                         |  |                                    | Isabela Augusta Reussová z Greizu             |  |  |  |  |  |  |  |                                      |
|                                |                                         |  |                                    |                                               |  |  |  |  |  |  |  |                                      |
|                                | Tereza Nasavsko-Weilburská              |  |                                    |                                               |  |  |  |  |  |  |  |                                      |
|                                |                                         |  |                                    |                                               |  |  |  |  |  |  |  |                                      |
|                                |                                         |  |                                    | Arnošt Fridrich III. Sasko-Hildburghausenský  |  |  |  |  |  |  |  |                                      |
|                                |                                         |  |                                    |                                               |  |  |  |  |  |  |  |                                      |
|                                | Fridrich Sasko-Altenburský              |  |                                    |                                               |  |  |  |  |  |  |  |                                      |
|                                |                                         |  |                                    |                                               |  |  |  |  |  |  |  |                                      |
|                                |                                         |  |                                    | Ernestina Sasko-Výmarská                      |  |  |  |  |  |  |  |                                      |
|                                |                                         |  |                                    |                                               |  |  |  |  |  |  |  |                                      |
|                                | Luisa Sasko-Hildburghausenská           |  |                                    |                                               |  |  |  |  |  |  |  |                                      |
|                                |                                         |  |                                    |                                               |  |  |  |  |  |  |  |                                      |
|                                |                                         |  |                                    | Karel II. Meklenbursko-Střelický              |  |  |  |  |  |  |  |                                      |
|                                |                                         |  |                                    |                                               |  |  |  |  |  |  |  |                                      |
|                                | Šarlota Georgina Meklenbursko-Střelická |  |                                    |                                               |  |  |  |  |  |  |  |                                      |
|                                |                                         |  |                                    |                                               |  |  |  |  |  |  |  |                                      |
|                                |                                         |  |                                    | Frederika Hesensko-Darmstadtská               |  |  |  |  |  |  |  |                                      |
|                                |                                         |  |                                    |                                               |  |  |  |  |  |  |  |                                      |